# Лејктаун (Јута)
Лејктаун (енгл. Laketown) град је у америчкој савезној држави Јута.

## Демографија
По попису из 2010. године број становника је 248, што је 60 (31,9%) становника више него 2000. године.
| Група             | 2000.       | 2010.       |
| Белци             | 181 (96,3%) | 236 (95,2%) |
| Афроамериканци    | 0 (0,0%)    | 0 (0,0%)    |
| Азијати           | 6 (3,2%)    | 1 (0,4%)    |
| Хиспаноамериканци | 0 (0,0%)    | 3 (1,2%)    |
| Укупно            | 188         | 248         |